# Spielvereinigung Bayreuth 1985-1986
Questa voce raccoglie le informazioni riguardanti la Spielvereinigung Bayreuth nelle competizioni ufficiali della stagione 1985-1986.

## Stagione
Nella stagione 1985-1986 il Bayreuth, allenato da Franz Dürrschmidt, Uwe Kliemann e Adi Pinter, concluse il campionato di 2. Bundesliga al 18º posto.

## Rosa
| N. |                     | Ruolo | Calciatore          |
| -- | ------------------- | ----- | ------------------- |
|    | Germania (bandiera) | P     | Gerald Hillringhaus |
|    | Germania (bandiera) | P     | Wolfgang Mahr       |
|    | Germania (bandiera) | D     | Harald Bär          |
|    | Germania (bandiera) | D     | Reinhard Brendel    |
|    | Germania (bandiera) | D     | Jörg Dittwar        |
|    | Germania (bandiera) | D     | Erich Goldammer     |
|    | Germania (bandiera) | D     | Roland Hayn         |
|    | Polonia (bandiera)  | D     | Bogusław Kwiecien   |
|    | Germania (bandiera) | C     | Hubert Besl         |
|    | Germania (bandiera) | C     | Hartmut Braun       |
|    | Germania (bandiera) | C     | Armin Eck           |

| N. |                     | Ruolo | Calciatore          |
| -- | ------------------- | ----- | ------------------- |
|    | Germania (bandiera) | C     | Klaus Gebhardt      |
|    | Germania (bandiera) | C     | Siegfried Gleißner  |
|    | Germania (bandiera) | C     | Achim Jobst         |
|    | Germania (bandiera) | C     | Udo Konradi         |
|    | Germania (bandiera) | C     | Christiaan Pförtner |
|    | Germania (bandiera) | C     | Günther Stockinger  |
|    | Germania (bandiera) | C     | Karl-Heinz Wohland  |
|    | Germania (bandiera) | A     | Rüdiger Scheler     |
|    | Germania (bandiera) | A     | Heinz Schneider     |
|    | Germania (bandiera) | A     | Uwe Sommerer        |
|    | Germania (bandiera) | A     | Richard Thanner     |

## Organigramma societario
Area tecnica
- Allenatore: Adi Pinter
- Allenatore in seconda:
- Preparatore dei portieri:
- Preparatori atletici:

## Calciomercato

### Sessione estiva
| Acquisti | Acquisti            | Acquisti      | Acquisti |
| R.       | Nome                | da            | Modalità |
| -------- | ------------------- | ------------- | -------- |
| C        | Christiaan Pförtner | Bayern Monaco |          |
| A        | Heinz Schneider     | Norimberga    |          |
| D        | Reinhard Brendel    | Saarbrücken   |          |
| P        | Gerald Hillringhaus | Monaco 1860   |          |

| Cessioni | Cessioni | Cessioni | Cessioni |
| R.       | Nome     | a        | Modalità |
| -------- | -------- | -------- | -------- |

### Sessione invernale
| Acquisti | Acquisti          | Acquisti              | Acquisti |
| R.       | Nome              | da                    | Modalità |
| -------- | ----------------- | --------------------- | -------- |
| D        | Bogusław Kwiecien | Eintracht Francoforte |          |

| Cessioni | Cessioni | Cessioni | Cessioni |
| R.       | Nome     | a        | Modalità |
| -------- | -------- | -------- | -------- |

## Risultati

### 2. Bundesliga

#### Girone di andata
| Arbitro: | Eli |

|                                             |           |  |
| Gebhardt 35’ (rig.) Scheler 64’ (rig.), 85’ | Marcatori |  |

| Arbitro: | Roth |

|                                               |           |  |
| Bunk 47’ (rig.), 82’ Mattern 52’ Hellmann 88’ | Marcatori |  |

| Arbitro: | Schütte |

|                                                        |           |                     |
| Delzepich 20’ Thomas 62’ (rig.) Willkomm 77’ Gries 90’ | Marcatori | 39’ (rig.) Gebhardt |

| Arbitro: | Tritschler |

|        |           |                           |
| Eck 1’ | Marcatori | 34’, 52’ Günther 90’ Walz |

| Arbitro: | Kasperowski |

|                             |           |  |
| Tilner 13’ Allievi 33’, 47’ | Marcatori |  |

| Arbitro: | Merk |

|                     |           |              |
| Gebhardt 15’ (rig.) | Marcatori | 89’ Labbadia |

| Arbitro: | Heitmann |

|                        |           |                              |
| Steininger 50’ Zug 53’ | Marcatori | 19’ Eck 65’ Besl 85’ Scheler |

| Arbitro: | Kruse |

|                            |           |           |
| Stockinger 55’ Wohland 57’ | Marcatori | 30’ Bohne |

| Arbitro: | Steinborn |

|                                         |           |         |
| Lindenau 5’ Brauburger 34’ Dubovina 55’ | Marcatori | 17’ Eck |

| Arbitro: | Hellwig |

|                              |           |                  |
| Brendel 15’ Scheler 17’, 35’ | Marcatori | 66’ Löw 89’ Sané |

| Arbitro: | Puchalski |

|                                |           |  |
| Fischer 2’ Kollmannsperger 85’ | Marcatori |  |

| Arbitro: | Bodmer |

|          |           |  |
| Besl 49’ | Marcatori |  |

| Arbitro: | Werner |

|            |           |          |
| Merkle 10’ | Marcatori | 82’ Besl |

| Arbitro: | Mierswa |

|                                    |           |                            |
| Stockinger 21’ Eck 48’ Dittwar 55’ | Marcatori | 23’ Krella 81’ Burgsmüller |

| Arbitro: | Diekert |

|                                               |           |                            |
| Plagge 4’, 73’ Geiger 13’ Kindermann 45’, 48’ | Marcatori | 19’ (rig.) Eck 75’ Scheler |

| Arbitro: | Bauer |

|             |           |                                                                                 |
| Brendel 59’ | Marcatori | 4’ (aut.) Goldammer 10’, 59’ Freiler 33’ (rig.) Friedmann 53’ Beck 67’ Mörsdorf |

| Arbitro: | Kautschor |

|          |           |  |
| Kohn 68’ | Marcatori |  |

| Arbitro: | Wittke |

|  |           |           |
|  | Marcatori | 42’ Kropp |

| Kassel 18 dicembre 1985, ore 15:00 CET 19ª giornata | Hessen Kassel | 0 – 0 referto | Bayreuth | Auestadion (2 500 spett.)\| Arbitro: \| Steffens \| |
| Arbitro:                                            | Steffens      |               |          |                                                     |

#### Girone di ritorno
| Arbitro: | Broska |

|                                                  |           |  |
| Hammerschlag 27’ Fraßmann 57’ (rig.) Fiedler 73’ | Marcatori |  |

| Arbitro: | Reinstädtler |

|                          |           |                       |
| Stockinger 75’, 85’, 90’ | Marcatori | 43’ Flad 83’ Hellmann |

| Arbitro: | Schäfer |

|                                  |           |          |
| Schneider 46’ Scheler 76’ (rig.) | Marcatori | 79’ Ruof |

| Arbitro: | Steinborn |

|                |           |  |
| Schütterle 48’ | Marcatori |  |

| Bayreuth 15 febbraio 1986, ore 15:00 CET 24ª giornata | Bayreuth | 0 – 0 referto | Wattenscheid 09 | Hans-Walter-Wild Stadion (1 000 spett.)\| Arbitro: \| Bauer \| |
| Arbitro:                                              | Bauer    |               |                 |                                                                |

| Arbitro: | Uhlig |

|                           |           |  |
| Labbadia 8’ Kuhl 47’, 83’ | Marcatori |  |

| Arbitro: | Correll |

|                            |           |                |
| Stockinger 5’ Gleißner 57’ | Marcatori | 69’ Steininger |

| Arbitro: | Kautschor |

|          |           |  |
| Linz 82’ | Marcatori |  |

| Arbitro: | Bruch |

|                    |           |                             |
| Schneider 73’, 77’ | Marcatori | 18’ Dubovina 41’ Brauburger |

| Arbitro: | Jupe |

|          |           |             |
| Sané 29’ | Marcatori | 10’ Scheler |

| Arbitro: | Hellwig |

|                |           |            |
| Stockinger 49’ | Marcatori | 90’ Lellek |

| Arbitro: | Kruse |

|           |           |                |
| Hotić 43’ | Marcatori | 77’ Stockinger |

| Arbitro: | Hontheim |

|             |           |             |
| Scheler 20’ | Marcatori | 23’ Vollmer |

| Arbitro: | Diekert |

|                                                   |           |  |
| Baffoe 37’ Krella 58’ Schneider 61’, 80’ Abel 87’ | Marcatori |  |

| Arbitro: | Föckler |

|  |           |            |
|  | Marcatori | 70’ Geiger |

| Arbitro: | Müller |

|                     |           |         |
| Dooley 69’ Tilk 80’ | Marcatori | 60’ Eck |

| Arbitro: | Merk |

|                        |           |  |
| Stockinger 18’ Eck 69’ | Marcatori |  |

| Arbitro: | Krug |

|                                                                   |           |  |
| Kropp 4’ Grabosch 28’ (rig.), 66’ Aussem 31’ Helmes 33’ Orkas 72’ | Marcatori |  |

| Arbitro: | Eli |

|          |           |  |
| Besl 85’ | Marcatori |  |

## Statistiche

### Statistiche di squadra
| Competizione  | Punti | In casa | In casa | In casa | In casa | In casa | In casa | In trasferta | In trasferta | In trasferta | In trasferta | In trasferta | In trasferta | Totale | Totale | Totale | Totale | Totale | Totale | DR  |
| Competizione  | Punti | G       | V       | N       | P       | Gf      | Gs      | G            | V            | N            | P            | Gf           | Gs           | G      | V      | N      | P      | Gf     | Gs     | DR  |
| ------------- | ----- | ------- | ------- | ------- | ------- | ------- | ------- | ------------ | ------------ | ------------ | ------------ | ------------ | ------------ | ------ | ------ | ------ | ------ | ------ | ------ | --- |
| 2. Bundesliga | 31    | 19      | 10      | 5       | 4       | 29      | 25      | 19           | 1            | 4            | 14           | 11           | 48           | 38     | 11     | 9      | 18     | 40     | 73     | -33 |
| Totale        | 31    | 19      | 10      | 5       | 4       | 29      | 25      | 19           | 1            | 4            | 14           | 11           | 48           | 38     | 11     | 9      | 18     | 40     | 73     | -33 |

### Andamento in campionato
| Giornata  | 1 | 2  | 3  | 4  | 5  | 6  | 7  | 8  | 9  | 10 | 11 | 12 | 13 | 14 | 15 | 16 | 17 | 18 | 19 | 20 | 21 | 22 | 23 | 24 | 25 | 26 | 27 | 28 | 29 | 30 | 31 | 32 | 33 | 34 | 35 | 36 | 37 | 38 |
| --------- | - | -- | -- | -- | -- | -- | -- | -- | -- | -- | -- | -- | -- | -- | -- | -- | -- | -- | -- | -- | -- | -- | -- | -- | -- | -- | -- | -- | -- | -- | -- | -- | -- | -- | -- | -- | -- | -- |
| Luogo     | C | T  | T  | C  | T  | C  | T  | C  | T  | C  | T  | C  | T  | C  | T  | C  | T  | C  | T  | T  | C  | C  | T  | C  | T  | C  | T  | C  | T  | C  | T  | C  | T  | C  | T  | C  | T  | C  |
| Risultato | V | P  | P  | P  | P  | N  | V  | V  | P  | V  | P  | V  | N  | V  | P  | P  | P  | P  | N  | P  | V  | V  | P  | N  | P  | V  | P  | N  | N  | N  | N  | N  | P  | P  | P  | V  | P  | V  |
| Posizione | 3 | 14 | 17 | 17 | 20 | 19 | 17 | 14 | 17 | 15 | 17 | 13 | 14 | 13 | 14 | 15 | 17 | 17 | 17 | 18 | 17 | 16 | 16 | 16 | 18 | 17 | 17 | 16 | 16 | 15 | 17 | 16 | 17 | 17 | 18 | 18 | 18 | 18 |

Legenda:

Luogo: C = Casa; T = Trasferta. Risultato: V = Vittoria; N = Pareggio; P = Sconfitta.

### Statistiche dei giocatori
| H. Besl         | 29 | 4 | 3  | 0 |
| H. Braun        | 14 | 0 | 4  | 0 |
| R. Brendel      | 35 | 2 | 4  | 0 |
| H. Bär          | 32 | 0 | 6  | 0 |
| J. Dittwar      | 32 | 1 | 8  | 0 |
| A. Eck          | 34 | 7 | 1  | 1 |
| K. Gebhardt     | 37 | 3 | 1  | 0 |
| S. Gleißner     | 15 | 1 | 0  | 0 |
| E. Goldammer    | 16 | 0 | 0  | 0 |
| R. Hayn         | 7  | 0 | 4  | 0 |
| G. Hillringhaus | 22 | 0 | 0  | 0 |
| A. Jobst        | 6  | 0 | 4  | 0 |
| U. Konradi      | 32 | 0 | 5  | 0 |
| B. Kwiecien     | 12 | 0 | 2  | 0 |
| W. Mahr         | 17 | 0 | 0  | 0 |
| C. Pförtner     | 21 | 0 | 5  | 0 |
| R. Scheler      | 32 | 9 | 10 | 0 |
| H. Schneider    | 20 | 3 | 2  | 0 |
| U. Sommerer     | 1  | 0 | 0  | 0 |
| G. Stockinger   | 32 | 9 | 2  | 0 |
| R. Thanner      | 10 | 0 | 0  | 0 |
| K. Wohland      | 32 | 1 | 7  | 0 |